# Emmeric de Vattel

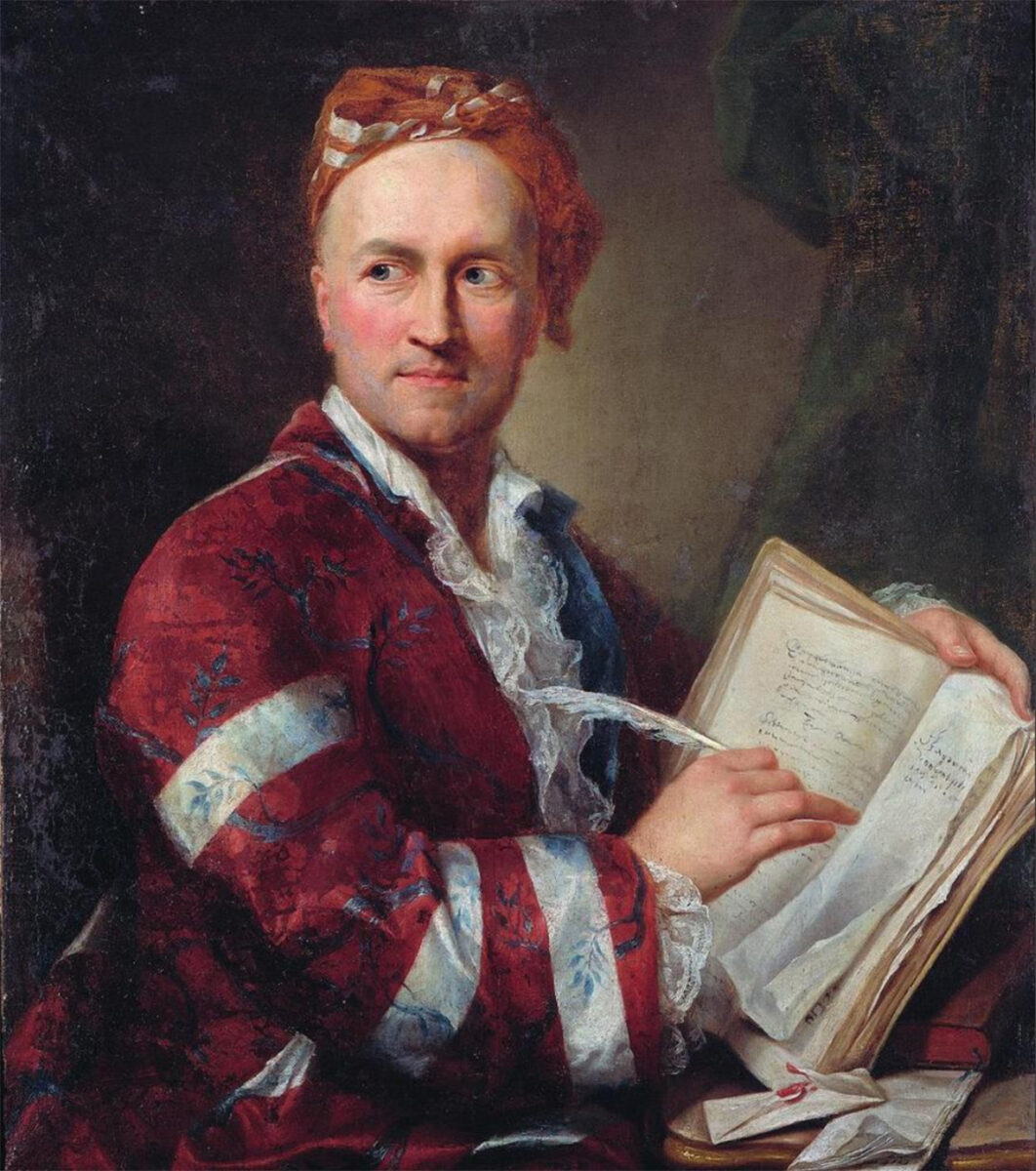
Emer de Vattel

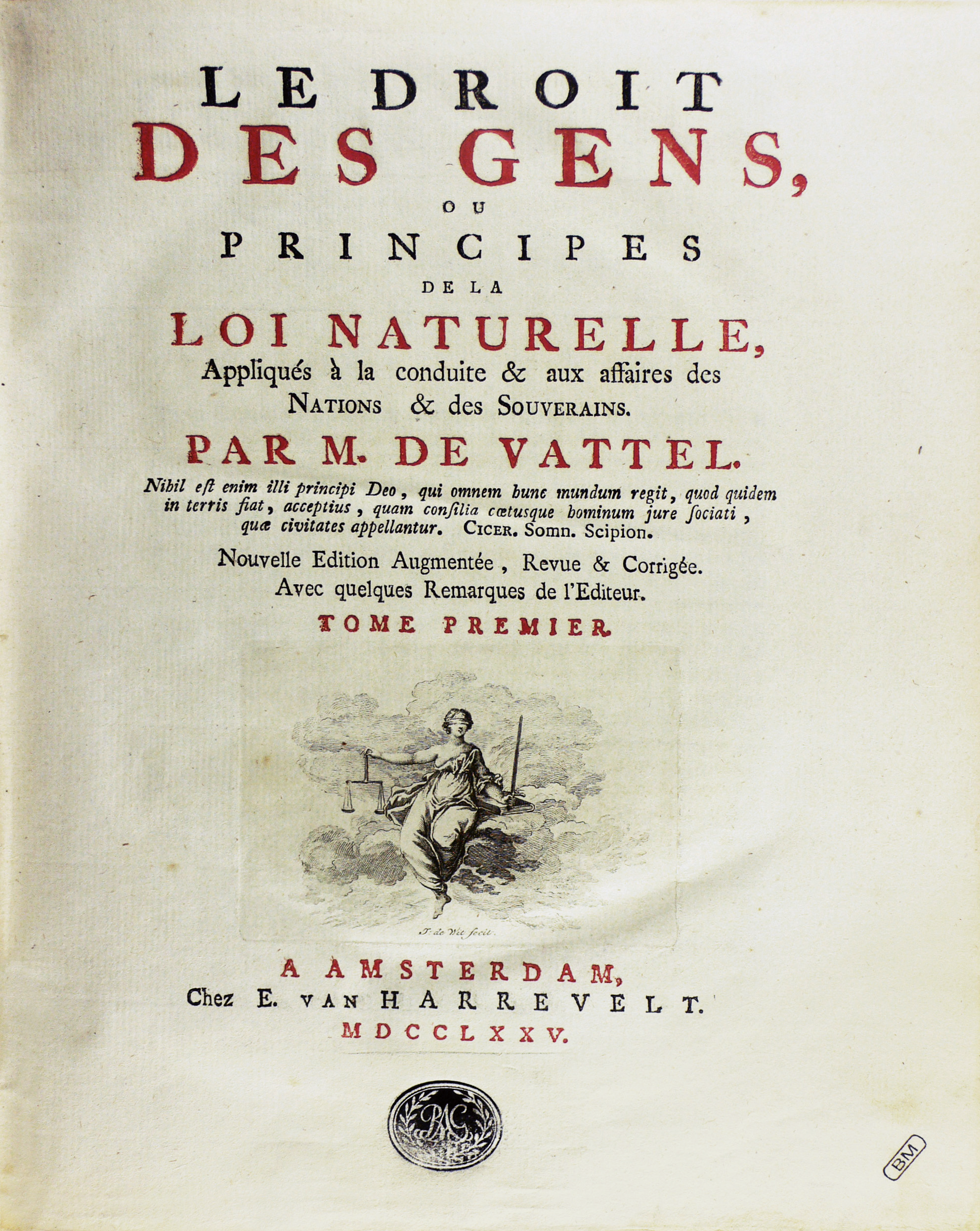
Le droit des gens, 1775
(Fondazione Mansutti, MIlano).

Emer (Emmeric, Emerich o Emmerich) de Vattel (Couvet, 25 aprile 1714 – Neuchâtel, 28 dicembre 1767) è stato un giurista, diplomatico e filosofo svizzero, le cui teorie portarono alla fondazione del moderno diritto internazionale e della moderna filosofia politica.

## Biografia
Nato a Couvet nel principato di Neuchâtel (allora stato indipendente all'interno dell'odierna Svizzera), era uno dei nove figli del pastore protestante David de Vattel e di sua moglie Marie de Montmollin. Completati gli studi filosofici a Basilea, ricevette la nomina a consigliere privato di Augusto III, re di Polonia. Morì nel 1767 di edema. 

## Opere
Il suo libro più importante che ebbe un'eco profonda nel diritto internazionale, fu Le droit des gens, pubblicato nel 1758 a Londra. La prima traduzione italiana avvenne nel 1781-83 a Lione con il titolo Il diritto delle genti, ovvero Principii della legge naturale, applicati alla condotta e agli affari delle nazioni e de' sovrani. Opera scritta nell'idioma francese dal sig. di Vattel e recata nell'italiano da Lodovico Antonio Loschi. La seconda e ultima edizione italiana fu stampata a Bologna nel 1804-5.